# 가라사와 슌지로
가라사와 슌지로(일본어: 唐沢 俊二郎, 1930년 6월 24일~2021년 11월 19일)는 9선 중의원 의원을 지낸 일본의 정치인이다.

## 생애
1930년 6월 24일에 도쿄부 고지마치구(지금의 도쿄도 시부야구) 가스미가세키에서 태어났다. 내무관료 출신으로 중의원 의원을 지낸 가라사와 도시키의 차남이다.
가라사와가 6살일 때 도시키는 내무성 경보국장을 지내고 있었는데 이때 2·26 사건이 터졌다. 경보국장 관사가 반란군의 습격을 받을 우려가 있었기에 가라사와는 가족과 함께 택시를 타고 피난을 갔다. 이후 가라사와 도시키는 책임을 지고 경보국장을 사임했다.
가라사와는 1943년에 구제 무사시노 고등학교 심상과(지금의 무사시 중학교·고등학교)와 고등과를 거쳐 1950년에 도쿄 제국대학 법학부에 입학했다. 그리고 도쿄 대학으로 개편된 뒤인 1953년에 대학을 졸업하고 후지 은행에 입행했다. 이후 경제기획청에 파견을 나가 『경제백서』 작성에 참여했다.
가라사와 도시키가 1967년 총선에 출마했을 때 가라사와는 후지 은행 스키야바시지점에서 근무하고 있었다. 하지만 건강이 좋지 못했던 도시키는 지역구인 나가노현에 내려가 유세를 할 형편이 되지 못했다. 이에 가라사와는 지점장에게 부탁해 1개월 휴가를 얻는 데 성공해 아버지를 대신해 유세를 했다. 그 덕에 도시키는 당선에 성공했으나 불과 한 달 반 뒤에 사망했다.
선거가 끝나자 가라사와는 가메이도지점 차장으로 발령받아 은행원으로 되돌아갔다. 하지만 지역구의 후원회는 가라사와를 아버지의 후계자로 옹립하려 했고 나카소네 야스히로도 가라사와에게 정계 입문을 권해 왔다(도시키는 나카소네파의 고문을 지냈다). 이를 받아들여 가라사와는 1969년 총선 때 아버지의 지역구에 출마해 최하위로 당선하는 데 성공했다. 이후 나카소네파에 들어갔다.
1975년 미키 내각에서 대장정무차관을, 1976년 후쿠다 다케오 내각에서 문부정무차관을 지냈다. 문부정무차관을 지낼 때 사이타마현 우라와시에서 월경 입학이 문제가 되자 한 텔레비전 방송에 출연해서 월경 입학은 좋지 않다고 역설했다. 하지만 가라사와 본인도 소학교를 월경 입학한 적이 있었고 사회자가 이를 물어보자 가라사와는 아무 말도 하지 못했다.
이후 중의원 사회노동위원장, 자민당 정무조사회 부회장 등을 역임한 뒤 1985년 12월에 출범한 제2차 나카소네 내각 (제2차 개조)에서 내각관방부장관(정무 담당)에 취임해 쇼와 천황의 재위 60주년 기념 식전과 제12회 G7 정상회의 등의 준비를 맡았다. 1986년에 치러진 양원 동시 선거에서 자민당이 대승을 거두자 나카소네의 총재 임기가 1년 연장되어 같은 해 7월 제3차 나카소네 내각이 출범했다. 가라사와는 우정상에 임명돼 처음 입각했다. 우정상에 취임한 가라사와는 누적 적자가 2,500조 엔에 달하던 우편 사업을 흑자로 전환시키기 위해 노력했으며 소액 저축 비과세 제도가 정치 문제로 비화하자 이를 폐지했다. 이 무렵부터 이미 우정민영화에 대한 얘기가 나오기 시작했는데 가라사와는 채산성이 낮은 지역에까지 일률적인 서비스를 제공하기 위해 민영화에 반대했다.
1989년 8월에 제1차 가이후 내각이 출범하자 당3역의 하나인 자유민주당 총무회장에 임명됐다. 당시 자민당은 리크루트 사건의 후유증으로 당 안팎에서 정치 개혁에 대한 요구가 높았는데 가라사와는 총무회장으로서 「정치자금규정법」과 「공직선거법」 개정안, 「정치 윤리의 확립을 위한 국회의원의 자산 등의 공개에 관한 법률」안 등을 다뤘다.
전국치수사방협회장, 나가노육상경기협회장 등을 역임했으며 1996년 총선에 불출마하면서 정계를 은퇴했다. 2000년에 훈1등 욱일대수장을 수훈했다. 2001년에 사단법인 일본케이블텔레비전연맹 이사장, 2011년에 고문이 되었다.
2021년 11월 19일 9시 56분에 도쿄도의 한 병원에서 사망했다. 향년 91세. 사후에 정3위에 추서됐다.

## 역대 선거 기록
|  | 20.9% |

|  | 21.6% |

|  | 20.9% |

|  | 25.3% |

|  | 36.7% |

|  | 24.3% |

|  | 27.5% |

|  | 26.84% |

|  | 24.28% |

| 전임 사토 분세이 | 제47대 우정대신 1986년 7월 22일~1987년 11월 6일 | 후임 나카야마 마사아키 |